# Elva Roulet
Elva Pilar Barreiro de Roulet (Juan Nepomuceno Fernández, 6 de febrero de 1932), conocida como Elva Roulet, es una arquitecta y política argentina, afiliada a la Unión Cívica Radical.

## Biografía
Se graduó de arquitecta en la Universidad Nacional de Buenos Aires, en el año 1957. Posteriormente, entre 1964 -1967,  estudio en el IEDES (Sorbona) Ciencias Sociales del Desarrollo, graduándose con Mención.[cita requerida] Entre 1966 – 1967, se graduó en Urbanismo en el "Centre de Recherches Urbaines" de la Universidad de París (Francia). [cita requerida]

## Trayectoria política
Fue entre 1959 y 1964 asesora del Ministerio de Obras Públicas de la Provincia de Misiones. En los años 1973 y 1974 fue Directora de Planificación Científica y Tecnológica de la Secretaría de Ciencia y Técnica. Posteriormente, entre 1974 - 1976, fue Directora del "Programa Nacional de Transferencia de Tecnología” de la Organización de Estados Americanos (OEA). También fue Asesora de la Organización de Estados Americanos (OEA) y de Naciones Unidas  (UN) en diversos países de América Latina entre 1976 - 1983.
En el período 1983 y 1987 se desempeñó en la función de vicegobernadora y presidente de la Cámara de Senadores de la Provincia de Buenos Aires, accedió a este cargo integrando la fórmula ganadora en 1983: Alejandro Armendáriz - Elva Roulet. Fue la primera mujer en ocupar un cargo electivo en un Poder Ejecutivo provincial.
Terminado su mandato como vicegobernadora se desempeñó en el cargo de Secretaria de Vivienda y Ordenamiento Ambiental de la Nación (1987 - 1989), durante la presidencia de Raúl Alfonsín.
Desde 1987 es presidente de la Fundación Jorge Esteban Roulet. También es Presidente del “Instituto de Estudios e Investigaciones sobre Medio Ambiente” (IEIMA) desde 1990 y Fundadora y Presidente Honoraria del Instituto de Cultura Indígena Argentina desde 1999 [cita requerida]
En 1987 escribe y publica el libro "La nueva Capital" en apoyo al proyecto impulsado por Raúl Alfonsín, de traslado de la Capital de la República Argentina a las ciudades de Viedma - Carmen de Patagones y Guardia Mitre.
En ocasión de la Reforma de la Constitución Nacional de 1994, Elva Roulet resultó elegida Convencional Constituyente. Presidió la Comisión de Nuevos Derechos y Garantías.
En 1998 fue Coordinadora del "Programa para el Desarrollo Sustentable de las Comunidades Indígenas".